# Tolosa Nurgi
Tolosa Nurgi (amharisch ቶሎሳ ኑርጊ; * 29. März 1990) ist ein ehemaliger äthiopischer Leichtathlet, der sich auf den Hindernislauf spezialisiert hat. 2016 wurde er in Durban Vizeafrikameister über 3000 m Hindernis und feierte damit seinen größten sportlichen Erfolg.

## Sportliche Laufbahn
Erste internationale Erfahrungen sammelte Tolosa Nurgi im Jahr 2015, als er bei den Weltmeisterschaften in Peking mit 8:44,81 min im Finale über 3000 m Hindernis auf den 15. Platz gelangte. Im Jahr darauf gewann er bei den Afrikameisterschaften in Durban in 8:22,79 min die Silbermedaille hinter seinem Landsmann Chala Beyo und 2018 belegte er bei den Afrikameisterschaften in Asaba in 8:42,14 min den siebten Platz. Im Jahr darauf beendete er dann seine aktive sportliche Karriere im Alter von 29 Jahren.

## Persönliche Bestzeiten
- 3000 m Hindernis: 8:21,33 min, 2. Juni 2016 in Rom